# Fløymannen
Der Fløymannen (norwegisch für Flankenmann) ist ein Nunatak im ostantarktischen Königin-Maud-Land. In der Kirwanveggen ragt er unmittelbar nördlich des westlichen Endes der Neumayersteilwand auf.
Norwegische Kartografen, die ihn auch nach seiner geografischen Position benannten, kartierten ihn anhand von Vermessungen und Luftaufnahmen der Norwegisch-Britisch-Schwedischen Antarktisexpedition (1949–1952) und zwischen 1958 und 1959 erstellten Luftaufnahmen der Dritten Norwegischen Antarktisexpedition (1956–1960).